# Asnières Sports (basket-ball féminin)
Pour le club omnisports, voir Asnières Sports.
Asnières Sports est un ancien club féminin français de basket-ball ayant évolué dans l'élite du championnat de France. Le club, section du club omnisports le Asnières Sports, est basé dans la ville d'Asnières-sur-Seine.
Son homologue masculin a également connu l'élite.

## Historique
Asnières Sports a été le seul club champion entre 1968 et 1987, outre les deux ogres qu'étaient le Clermont UC et le Stade français. Créateur d'Anières Sport dans les années 1940, Monsieur Maurice Corvisier a une grande part dans la réussite de cet ancien club prestigieux.

## Palmarès
- Champion de France : 1982
- Finaliste de la Coupe de France : 1982

## Joueuses célèbres ou marquantes
- Élisabeth Riffiod
- Françoise Quiblier-Bertal